# Цветы, слёзы и ревность
«Цветы, слёзы и ревность» (яп. 美空ひばり・森進一の花と涙と炎, хана то намида то хоноо; англ. The Performers) — японский фильм-драма 1970 года режиссёра Умэцугу Иноуэ, произведённый кинокомпанией «Сётику». На рубеже конца 1960-х — начала 1970-х годов, популярная певица и киноактриса Хибари Мисора решила уйти из кинематографа. При этом, она хотела чтобы её последний фильм снял режиссёр Умэцугу Иноуэ, который успешно работал в музыкальном японском кино тех лет. Она уже давно его лично просила о совместном проекте. Наконец Иноуэ дал согласие и снял три фильма с её участием, кроме этого фильма ещё «Цветок Феникс» (1970) и «Всё о Хибари» (1971).

## Сюжет
Сэйдзюро Фудзихана, директор школы танцев Фудзихана, гордый и одинокий артист. Из-за его характера, его труппе артистов не сопутствует такой успех, как у других школ. Он хочет, чтобы его дочь Касуми, как и он, одарённая, взяла на себя управление и развитие школы Фудзихана, но она хочет жениться на Хироси, главе джазового коллектива, против которого выступает её отец.
Кисабуро, ученик Сэйдзиро №1, хочет жениться на Касуми и прибрать к рукам школу. Касуми шокирована, когда Хироси предлагает прервать их роман. Она утопает в печали и просит прогуливающегося певца Рюскэ спеть для неё. Прибывшие гангстеры избивают Рюскэ, утверждая, что это их территория. Но Рюскэ счастлив, когда он поёт, и Касуми знакомит его со своим учителем музыки для того чтобы он мог брать уроки пения. Касуми начинает выступать в ночном клубе вопреки желанию своего отца, а Рюскэ поёт в шоу, которое очень успешно.
Поскольку Рюскэ становится популярным, в прессе стали появляться домыслы и сплетни о нём и Касуми. Сэйдзюро приказывает дочери не встречаться более с ним. Кисабуро, когда узнаёт, что о свадьбе с Касуми не может быть и речи, создаёт новую группу, куда переманивает всех артистов из труппы Фудзихана. Шокированный этим поступком своего любимого ученика, Сэйдзюро заболевает. Он теперь извиняется перед Касуми за то, что попросил Хироси порвать с ней.
Понимая, что Рёскэ должен быть независимым, Касуми решает прекратить свою поддержку. Она вкладывается на свой предстоящий сольный концерт, но денег не хватает. Она может найти только половину требуемой суммы. Хироси снова предлагает ей восстановить взаимоотношения, но она полна решимости жить для возрождения своей школы Фудзихана. Хироси предлагает ей 5 миллионов иен на её концерт. Он объясняет ей, что Рёскэ продал себя агенту и получил деньги на контракт для неё.
В день её творческого вечера Рёскэ смотрит телевизор и исполняет великолепный танец на тему журавля.

## В ролях
- Хибари Мисора — Касуми Фудзихана
- Синъити Мори — Рёскэ
- Сёго Симада — Сэйдзюро Фудзихана
- Ёити Хаяси — Хироси Такаяма
- Яиаро Китагами — Кисабуро
- Нана Одзаки — Хамако
- Такамару Сасаки — Ямадзаки
- Осами Набэ — Тосио
- Синъити Янагисава — Итиро Нацукава
- Фудзио Мураками — Сантё

## Премьеры
- — национальная премьера фильма состоялась 15 января 1970 года в Токио[1].
- — с августа 1970 года кинолента демонстрировалась в США под названием The Performers[2].